# Lok-Sabha-Wahlkreis Chitradurga
Der Lok-Sabha-Wahlkreis Chitradurga (auch Chitaldroog) ist ein Wahlkreis bei den Wahlen zur Lok Sabha, dem Unterhaus des indischen Parlaments. Er liegt im Bundesstaat Karnataka und umfasst den gesamten Distrikt Chitradurga sowie einen kleineren Teil des Distrikts Tumakuru.
Der Wahlkreis ist für Kandidaten aus unteren Kasten (Scheduled Castes) reserviert. Bei der letzten Wahl zur Lok Sabha waren 1.661.272 Einwohner wahlberechtigt.

## Letzte Wahl
Die Wahl zur Lok Sabha 2014 hatte folgendes Ergebnis:
| Kandidat              | Partei                | Stimmen |
| --------------------- | --------------------- | ------- |
| B. N. Chandrappa      | INC                   | 42,6 %  |
| Janardhana Swamy      | BJP                   | 33,4 %  |
| Gullihatty D. Shekhar | JD(S)                 | 18,4 %  |
| Mohana Dasari         | AAP                   | 1,3 %   |
| Sonstige              | Sonstige              | 3,5 %   |
| Keiner der Kandidaten | Keiner der Kandidaten | 0,8 %   |

## Wahl 2009
Die Wahl zur Lok Sabha 2009 hatte folgendes Ergebnis:
| Kandidat              | Partei   | Stimmen |
| --------------------- | -------- | ------- |
| Janardhana Swamy      | BJP      | 44,4 %  |
| B. Thippeswamy        | INC      | 28,2 %  |
| M. Rathnakar          | JD(S)    | 17,5 %  |
| M. Jayanna            | BSP      | 3,4 %   |
| Shashishekar Naik     | RJD      | 2,0 %   |
| Hanumanthappa Tegnoor | Unabh.   | 1,8 %   |
| Sonstige              | Sonstige | 2,7 %   |

## Bisherige Abgeordnete
| Wahl      | Name                  | Partei | Stimmen |
| --------- | --------------------- | ------ | ------- |
| 1951–1952 | S. Nijalingappa       | INC    | 58,0 %  |
| 1957      | J. Mohamed Imam       | PSP    | 52,3 %  |
| 1962      | S. Veerabasappa       | INC    | 54,5 %  |
| 1967      | J. Mohamed Imam       | SWA    | 50,5 %  |
| 1971      | Kondajji Basappa      | INC    | 74,6 %  |
| 1977      | K. Mallanna           | INC    | 51,3 %  |
| 1980      | K. Mallanna           | INC(I) | 51,4 %  |
| 1984      | K. H. Ranganath       | INC    | 52,3 %  |
| 1989      | C. P. Mudalagiriyappa | INC    | 51,2 %  |
| 1991      | C. P. Mudalagiriyappa | INC    | 52,5 %  |
| 1996      | P. Kodandaramaiah     | JD     | 35,7 %  |
| 1998      | C. P. Mudalagiriyappa | INC    | 42,9 %  |
| 1999      | Shashi Kumari         | JD(U)  | 44,6 %  |
| 2004      | N. Y. Hanumanthappa   | INC    | 37,4 %  |
| 2009      | Janardhana Swamy      | BJP    | 44,4 %  |
| 2014      | B. N. Chandrappa      | INC    | 42,6 %  |

## Wahlkreisgeschichte
Der Wahlkreis Chitradurga besteht seit der ersten Lok-Sabha-Wahl 1951. Bis 1973 gehörte der Wahlkreis zum Bundesstaat Mysore, ehe dieser 1973 in Karnataka umbenannt wurde. Seit 2009 ist der Wahlkreis für Kandidaten aus unteren Kasten reserviert.